# Rudolf II. Švábský
Rudolf II. Švábský (1270 Rheinfelden – 10. května 1290 Praha) byl vévoda švábský, syn římského krále Rudolfa I. Habsburského, manžel druhorozené dcery Přemysla Otakara II. Anežky a otec Jana Parricidy.
Zemřel nečekaně jako dvacetiletý zcela zdravý muž při pražské návštěvě svého švagra Václava II., kam ho přivedla obtížná situace českého krále po uvěznění Záviše z Falkenštejna. Rudolf s sebou do Prahy přivedl pro Václava nové rádce, např. bamberského biskupa Arnolda. Syn Jan se narodil jako pohrobek.